# Prelatura territoriale di Esquel
La prelatura territoriale di Esquel (in latino Praelatura Territorialis Esquelensis) è una sede della Chiesa cattolica in Argentina suffraganea dell'arcidiocesi di Bahía Blanca. Nel 2023 contava 46.956 battezzati su 69.260 abitanti. È retta dal vescovo José Slaby, C.SS.R.

## Territorio
La prelatura territoriale comprende cinque dipartimenti della provincia del Chubut: Paso de Indios, Cushamen, Languiñeo, Tehuelches e Futaleufú.
Sede prelatizia è la città di Esquel, dove si trova la cattedrale del Sacro Cuore di Gesù.
Il territorio si estende su 78.000 km² ed è suddiviso in 13 parrocchie.

## Storia
La prelatura territoriale è stata eretta il 14 marzo 2009 con la bolla De maiore spirituali bono di papa Benedetto XVI, ricavandone il territorio dalla diocesi di Comodoro Rivadavia.

## Cronotassi dei vescovi
Si omettono i periodi di sede vacante non superiori ai 2 anni o non storicamente accertati.
- José Slaby, C.SS.R., dal 14 marzo 2009

## Statistiche
La prelatura territoriale nel 2023 su una popolazione di 69.260 persone contava 46.956 battezzati, corrispondenti al 67,8% del totale.
| anno | popolazione | popolazione | popolazione | presbiteri | presbiteri | presbiteri | presbiteri                | diaconi | religiosi | religiosi | parrocchie |
| anno | battezzati  | totale      | %           | numero     | secolari   | regolari   | battezzati per presbitero | diaconi | uomini    | donne     | parrocchie |
| ---- | ----------- | ----------- | ----------- | ---------- | ---------- | ---------- | ------------------------- | ------- | --------- | --------- | ---------- |
| 2009 | 56.440      | 68.609      | 82,3        | 14         | 4          | 10         | 4.031                     |         |           |           | 8          |
| 2012 | 56.000      | 66.200      | 84,6        | 15         | 5          | 10         | 3.733                     |         | 10        | 13        | 9          |
| 2013 | 56.500      | 66.800      | 84,6        | 15         | 6          | 9          | 3.766                     |         | 10        | 15        | 10         |
| 2016 | 58.200      | 68.700      | 84,7        | 16         | 7          | 9          | 3.637                     |         | 9         | 13        | 10         |
| 2019 | 46.520      | 68.050      | 68,4        | 11         | 5          | 6          | 4.229                     |         | 6         | 12        | 12         |
| 2021 | 46.627      | 69.020      | 67,6        | 12         | 6          | 6          | 3.885                     |         | 6         | 12        | 11         |
| 2023 | 46.956      | 69.260      | 67,8        | 14         | 8          | 6          | 3.354                     |         | 6         | 12        | 13         |